# 圣尼济耶德福尔纳
圣尼济耶德福尔纳（法語：Saint-Nizier-de-Fornas）是法国卢瓦尔省的一个市镇，位于该省西南部，属于蒙布里松区。该市镇总面积15.88平方公里，2009年时的人口为639人。

## 人口
圣尼济耶德福尔纳人口变化图示